# Panesthia transversa
Panesthia transversa es una especie de cucaracha del género Panesthia, familia Blaberidae.

## Distribución
Esta especie se encuentra en Malasia, Indonesia (Sumatra, isla de Java), isla de Borneo, Birmania y China.